# Mangoro (peuple)
Pour les articles homonymes, voir Mangoro.
Les Mangoros constituent un peuple mandingue de la Côte d'Ivoire, qui vit au centre-nord du pays, dans la région de la vallée du Bandama, essentiellement dans la ville de Katiola et dans ses périphéries. Ils partagent le territoire avec les Tagbanas. 
Le peuple mangoro est reconnu pour sa particularité à travailler l'argile. Les femmes mangoro sont généralement appelées les « potières de Katiola ».